# آبي هولمز
آبي هولمز (بالإنجليزية: Abbey Holmes)‏ ولدت في 7 يناير 1991 في فيكتور هاربور في أستراليا. هي لاعبة كرة قدم أسترالية سابقة لعبت لصالح نادي أديلايد لكرة القدم في دوري كرة القدم الأمريكية للسيدات.

## وصلات خارجية
- آبي هولمز على موقع AustralianFootball.com (الإنجليزية)